# 上哈默斯巴赫
上哈默斯巴赫是德国巴登-符腾堡州的一个市镇。总面积40.92平方公里，总人口2475人，其中男性1269人，女性1206人（2011年12月31日），人口密度60人/平方公里。